# Gehyra fenestra
Espèce
Gehyra fenestra est une espèce de geckos de la famille des Gekkonidae.

## Répartition
Cette espèce est endémique d'Australie-Occidentale.

## Publication originale
- Mitchell, 1965 : Australian geckos assigned to the genus Gehyra Gray (Reptilia, Gekkonidae). Senckenbergiana Biologica, vol. 46, p. 287-319.